# Rue du Bac (stanice metra v Paříži)
Rue du Bac je nepřestupní stanice pařížského metra na lince 12 v 7. obvodu v Paříži. Nachází se na křižovatce ulic Boulevard Raspail, Boulevard Saint-Germain a Rue du Bac.

## Historie
Stanice byla otevřena 5. listopadu 1910 jako součást prvního úseku linky A, kterou provozovala společnost Compagnie Nord-Sud, a která vedla od Porte de Versailles do Notre-Dame-de-Lorette. Po jejím sloučení se společností Compagnie du Métropolitain de Paris obdržela linka v roce 1930 číslo 12.
Stanice byla renovována v roce 1984 v tzv. stylu Motte, neboť již byla ve velmi špatném stavu. Další rekonstrukční práce proběhly v roce 2007.

## Název
Jméno stanice nese název ulice Rue du Bac, která znamená Převoznická ulice. Tato klikatá ulice směřující k Seině vedla k přívozu přes řeku.

## Vstupy
Stanice má jen jeden přístup na středním pásu Boulevardu Raspail naproti domu č. 2.

## Zajímavosti v okolí
- Hôtel Matignon – sídlo francouzského premiéra